# 穿鞘花
穿鞘花（学名：Amischotolype hispida）是鸭跖草科穿鞘花属的植物。分布于日本、印度尼西亚、巴布亚新几内亚、台湾岛、中南半岛以及中国大陆的广东、西藏、海南、广西、福建、贵州、云南等地，生长于海拔700米至2,100米的地区，多生长在林下及山谷溪边，目前尚未由人工引种栽培。